# Elaeagnus
Elaeagnus Tourn. ex L. è un genere di piante della famiglia Elaeagnaceae.

## Descrizione
A genere Elaeagnus appartengono piante arbustive o qualche volta arboree, con dimensioni, in tal caso, di alberetti che possono raggiungere i 7–10 m, non di rado spinose sulle branche ramose, hanno foglie sia caduche, sia persistenti, alterne, semplici, brevemente picciolate, intere, più o meno ricoperte (come anche nei giovani rametti) di un indumentum di peli squamosi di color argenteo o bruniccio. Hanno fiori bianchi o gialli, ascellari, solitari, o in grappoli piuttosto vistosi. Il frutto è apparentemente una drupa ed è commestibile in diverse specie, alcune delle quali sono a tal fine sfruttate.
E. angustifolia è detta volgarmente olivastro perché le foglie e il frutto la fanno lontanamente rassomigliare a un olivo. Questa specie è un albero talora spinescente, con i rami giovani e le foglie (specialmente al di sotto) bianco-argentee per peli squamosi. Il frutto è drupiforme, rosso a maturità, circondato dal calice accresciuto, polposo e sugoso e con un nocciolo durissimo dentro. Una sua varietà, E. angustifolia var. orientalis, pianta alta 5–8 m, si differenzia essenzialmente anche per il frutto che è più grosso, sugoso, simile a una corniola, dolce e mangreccio. E. multiflora è un arbusto cespugliante, del Giappone, alto attorno a 1,5–2 m, assai ramificato sin dalla base, a foglie caduche, intere, di un color verde velluto sulla faccia superiore e grigio-argenteo al di sotto. Il frutto, che, nella specie tipica, è piccolo e aspro, in E. multiflora var. edulis è invece più grosso, dolce, sugoso, di forma ovata e pendulo su lunghi piccioli.

## Distribuzione e habitat
Il genere comprende una specie (E. angustifolia) che cresce in Italia, in qualche località del Veneto e della Valle d'Aosta, allo stato spontaneo, per naturalizzazione delle coltivazioni, e porta i nomi volgari di eleagno o olivagno. Questa ampia naturalizzazione, che si estende anche al Nordafrica, sta a dimostrare la relativamente antica introduzione di questa pianta. Tuttavia, il genere non appartiene alla flora europea, ma a quella dell'Asia occidentale e orientale giacché, allo stato spontaneo, si sono ritrovate specie nell'Iran (tale è, ad esempio, E. angustifolia), nella regione della Cocincina (Vietnam), nella Cina, nel Giappone, nella regione del Tonchino e dell'Annam (Vietnam). Del pari nel Nuovo Mondo e più precisamente nell'America settentrionale, Elaeagnus è rappresentato da due specie naturalizzate, originarie del Giappone.

## Tassonomia

### Specie
Il genere comprende le seguenti specie:
- Elaeagnus angustata (Rehder) C.Y.Chang
- Elaeagnus angustifolia L.
- Elaeagnus annamensis S.Moore
- Elaeagnus arakiana Koidz.
- Elaeagnus argyi H.Lév.
- Elaeagnus bambusetorum Hand.-Mazz.
- Elaeagnus bockii Diels
- Elaeagnus bonii Lecomte
- Elaeagnus calcarea Z.R.Xu
- Elaeagnus caudata Schltdl. ex Momiy.
- Elaeagnus cinnamomifolia W.K.Hu & H.F.Chow
- Elaeagnus commutata Bernh. ex Rydb.
- Elaeagnus conferta Roxb.
- Elaeagnus courtoisii Belval
- Elaeagnus davidi Franch.
- Elaeagnus delavayi Lecomte
- Elaeagnus difficilis Servett.
- Elaeagnus elongatus Tagane & V.S.Dang
- Elaeagnus epitricha Momiy. ex H.Ohba
- Elaeagnus fasciculata Griff.
- Elaeagnus formosana Nakai
- Elaeagnus formosensis Hatus.
- Elaeagnus geniculata D.Fang
- Elaeagnus glabra Thunb.
- Elaeagnus gonyanthes Benth.
- Elaeagnus grandifolia Hayata
- Elaeagnus griffithii Servett.
- Elaeagnus grijsii Hance
- Elaeagnus guizhouensis C.Y.Chang
- Elaeagnus henryi Warb. ex Diels
- Elaeagnus heterophylla D.Fang & D.R.Liang
- Elaeagnus hunanensis C.J.Qi & Q.Z.Lin
- Elaeagnus indica Servett.
- Elaeagnus infundibularis Momiy.
- Elaeagnus jiangxiensis C.Y.Chang
- Elaeagnus jingdonensis C.Y.Chang
- Elaeagnus kanaii Momiy.
- Elaeagnus lanceolata Warb.
- Elaeagnus lanpingensis C.Y.Chang
- Elaeagnus laosensis Lecomte
- Elaeagnus latifolia L.
- Elaeagnus lipoensis Z.R.Xu
- Elaeagnus liukiuensis Rehder
- Elaeagnus liuzhouensis C.Y.Chang
- Elaeagnus longiloba C.Y.Chang
- Elaeagnus loureiroi Champ.
- Elaeagnus luoxiangensis C.Y.Chang
- Elaeagnus luxiensis C.Y.Chang
- Elaeagnus macrantha Rehder
- Elaeagnus macrophylla Thunb.
- Elaeagnus magna (Servett.) Rehder
- Elaeagnus matsunoana Makino
- Elaeagnus maximowiczii Servett.
- Elaeagnus micrantha C.Y.Chang
- Elaeagnus mollis Diels
- Elaeagnus montana Makino
- Elaeagnus multiflora Thunb.
- Elaeagnus murakamiana Makino
- Elaeagnus numajiriana Makino
- Elaeagnus obovatifolia D.Fang
- Elaeagnus oldhamii Maxim.
- Elaeagnus ovata Servett.
- Elaeagnus pallidiflora C.Y.Chang
- Elaeagnus pilostyla C.Y.Chang
- Elaeagnus pingnanensis C.Y.Chang
- Elaeagnus pungens Thunb.
- Elaeagnus pyriformis Hook.f.
- Elaeagnus retrostyla C.Y.Chang
- Elaeagnus rivularis Merr.
- Elaeagnus rotundata Nakai
- Elaeagnus s-stylata Z.R.Xu
- Elaeagnus sarmentosa Rehder
- Elaeagnus schlechtendalii Servett.
- Elaeagnus stellipila Rehder
- Elaeagnus takeshitae Makino
- Elaeagnus taliensis C.Y.Chang
- Elaeagnus tarokoensis S.Y.Lu & Yuen P.Yang
- Elaeagnus thunbergii Servett.
- Elaeagnus tonkinensis Servett.
- Elaeagnus tricholepis Momiy.
- Elaeagnus triflora Roxb.
- Elaeagnus tubiflora C.Y.Chang
- Elaeagnus tutcheri Dunn
- Elaeagnus umbellata Thunb.
- Elaeagnus viridis Servett.
- Elaeagnus wenshanensis C.Y.Chang
- Elaeagnus xichouensis C.Y.Chang
- Elaeagnus xingwenensis C.Y.Chang
- Elaeagnus xizangensis C.Y.Chang
- Elaeagnus yakusimensis Masam.
- Elaeagnus yoshinoi Makino
- Elaeagnus yunnanensis Servett.

### Ibridi
- Elaeagnus × maritima Koidz.
- Elaeagnus × reflexa É.Morren & Decne.
- Elaeagnus × submacrophylla Servett.